# Cyathea recurvata
Cyathea recurvata là một loài thực vật có mạch trong họ Cyatheaceae. Loài này được (Brause) Domin mô tả khoa học đầu tiên năm 1930.